# Stephanie Talbot
Stephanie Talbot (nacida el 15 de junio de 1994 en Katherine, Australia) es una jugadora de baloncesto australiana. Con 1.85 metros de estatura, juega en la posición de ala-pívot.